# Ісмаїл III
Ісмаїл III (перс. شاهاسماعیل سوم, *1733 —1773) — шах Ірану в 1750—1752 та 1753—1773. Був номінальним володарем в часи династії Занд.

## Життєпис
Належав до династії Сефевідів по материнській лінії. Син Сайєда Муртази Халіфи Султані, знатного перса, та Мар'ям Султан, доньки шаха Солтан Хусейна. При народженні у 1733 дістав ім'я Абу Тобу.
Тривалий час батьки не брали участі у політичних справах. Після смерті Надир Шаха почалася боротьба за трон між його спадкоємцями. У 1747 році впливові військовики Карім-хан Занд, Абдолфатх-хан і Алі Мардан-хан Бахтарі досягли згоди про розподіл країни. У 1749 році в Мешхеді посів трон Солейман II з Сефевідів.
До 1750 були переможені усі шахи з династії Афшаридів. У 1750 після захоплення Ісфагана Карім-хан і Алі Мардан-хан оголосили Алі Тобу новим шахом під ім'ям Ісмаїл III, церемонія відбулася 29 червня. Останній не мав жодної влади.
У 1751 перебував у таборі Алі Мардан-хана, який виступив проти Карім-хана. Але потім перебіг на бік останнього. Тоді Алі Мардан-хан поставив шахом Солтан Хусейна II. Останній переміг супротивника, ставши вакілем (регентом). У 1760 році останній, відчувши себе доволі впевненим, відправив Ісмаїла III у заслання до м. Абадан (Хузістан), де той помер 1773 року.